# سيريل ريتشاردز
سيريل ريتشاردز (14 يوليو 1870 في المملكة المتحدة - 27 أكتوبر 1933 في المملكة المتحدة)  (بالإنجليزية: Cyril Richards)‏ هو لاعب كريكت بريطاني (وحمل سابقاً جنسية المملكة المتحدة لبريطانيا العظمى وأيرلندا). لعب مع نادي مقاطعة هامبشاير للكريكت ‏.

## وصلات خارجية
- سيريل ريتشاردز على موقع إي آس بي آن كريك إنفو (الإنجليزية)